# Tricimba angulata
Tricimba angulata är en tvåvingeart som beskrevs av Nartshuk 1992. Tricimba angulata ingår i släktet Tricimba och familjen fritflugor.
Artens utbredningsområde är Vietnam. Inga underarter finns listade i Catalogue of Life.